# 杜朗
杜朗（法語：Doullens，法語發音：[dulɑ̃]），法国北部城市，上法兰西大区索姆省的一个市镇，隶属于亚眠区，其市镇面积为33.4平方公里，2022年1月1日时人口数量为5,814人，是该省人口第七多的市镇，在法国城市中排名第1,862位。
杜朗位于索姆省北部，欧蒂河畔，东侧与加来海峡省接壤，是一个区域性的中心城市，多条公路在此交汇。

## 地名来源
“Doullens”一名最初于公元931年以拉丁语“Donincum”的形式被记载，该名称可能出自高卢人名“Donnos”，亦可能转写自日耳曼人名“Thorellus”。

## 历史

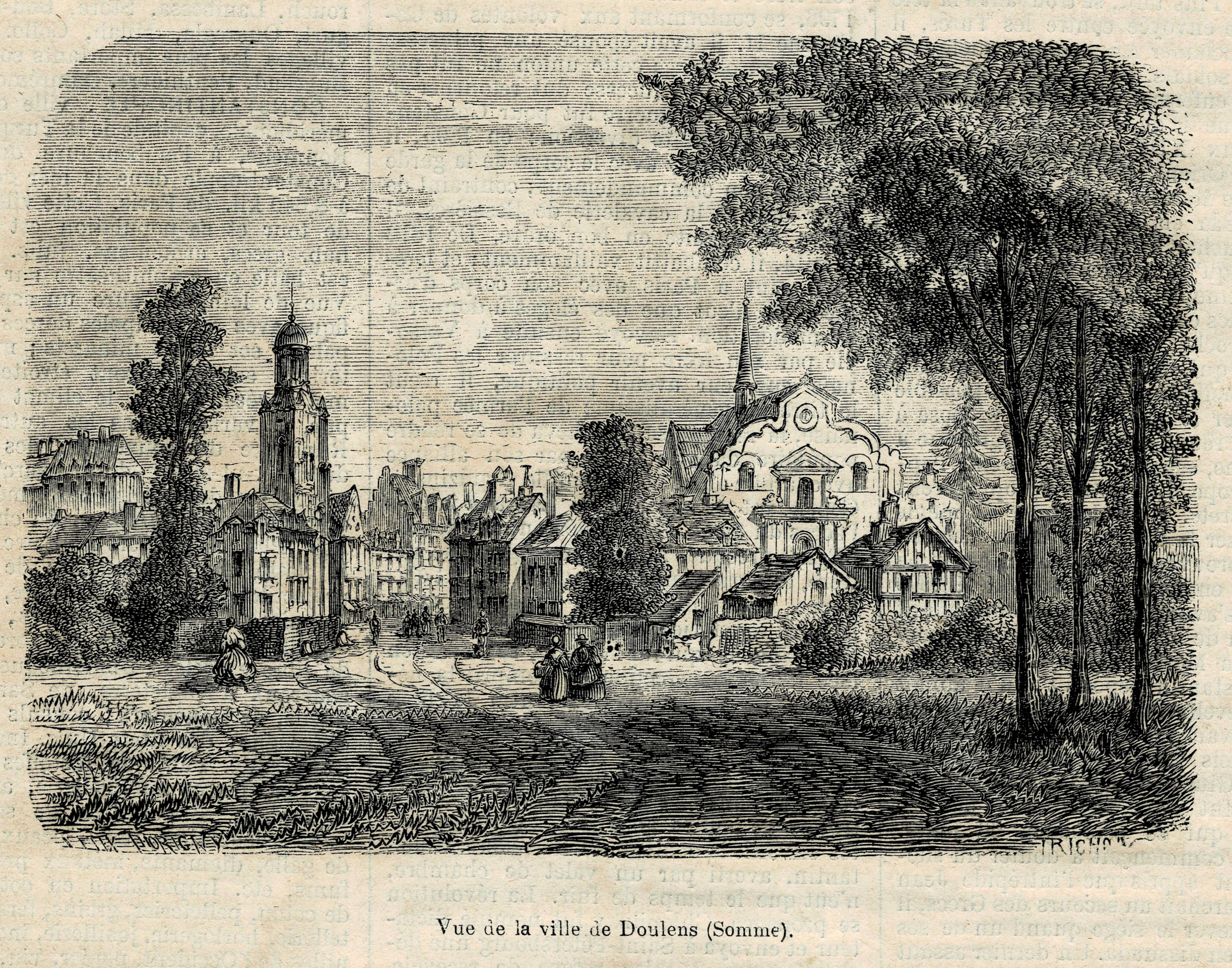
19世纪中后期的杜朗

杜朗的早期历史尚不清楚，中世纪中期，一名克吕尼传教士在杜朗创建圣米歇尔修道院。1202年，杜朗获得市镇宪章，并在此后的一个世纪内逐渐发展成为区域性的商贸中心。英法百年战争期间，杜朗被勃艮第叛军控制，路易十一于1477年反夺杜朗并烧毁了当地的城墙等设施。中世纪末，杜朗在弗朗索瓦一世的支持下得以恢复重建。宗教战争期间，西属尼德兰军队控制了皮卡第，他们于1595年发动杜朗围城战并获得成功。1598年，根据《韦尔万和约》，杜朗重返法兰西王国。此后，为加强防御，亨利四世决定修建杜朗城塞作为防御工事，军事建筑师让·埃拉尔成为了这项工程的总规划。1659年《比利牛斯条约》签订后，杜朗城塞失去其军事战略价值，部分区域被废弃。法国大革命后，杜朗成为索姆省的一个市镇，并在1800至1926年间为该省的一个副省会。途径杜朗的亚眠—弗雷旺铁路于19世纪末建成通车，后因汽车兴起而废弃。第一次世界大战期间，杜朗及其附近区域遭到猛烈轰炸，当地多处建筑被破坏。第二次世界大战期间，杜朗城塞被纳粹德军控制并改建为集中营。阿尔及利亚战争结束后，杜朗城塞曾一度被用作女子监狱。
在地方历史文化研究方面，当地地方史爱好者于2013年创建了“城塞联盟”（L'association La Citadelle），该组织不定期举办各类历史文化展览。

## 地理

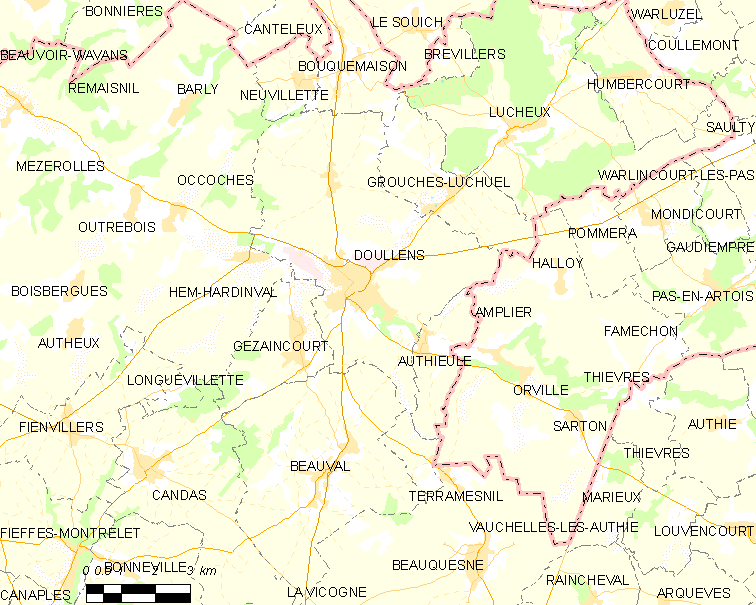
杜朗市镇范围地图

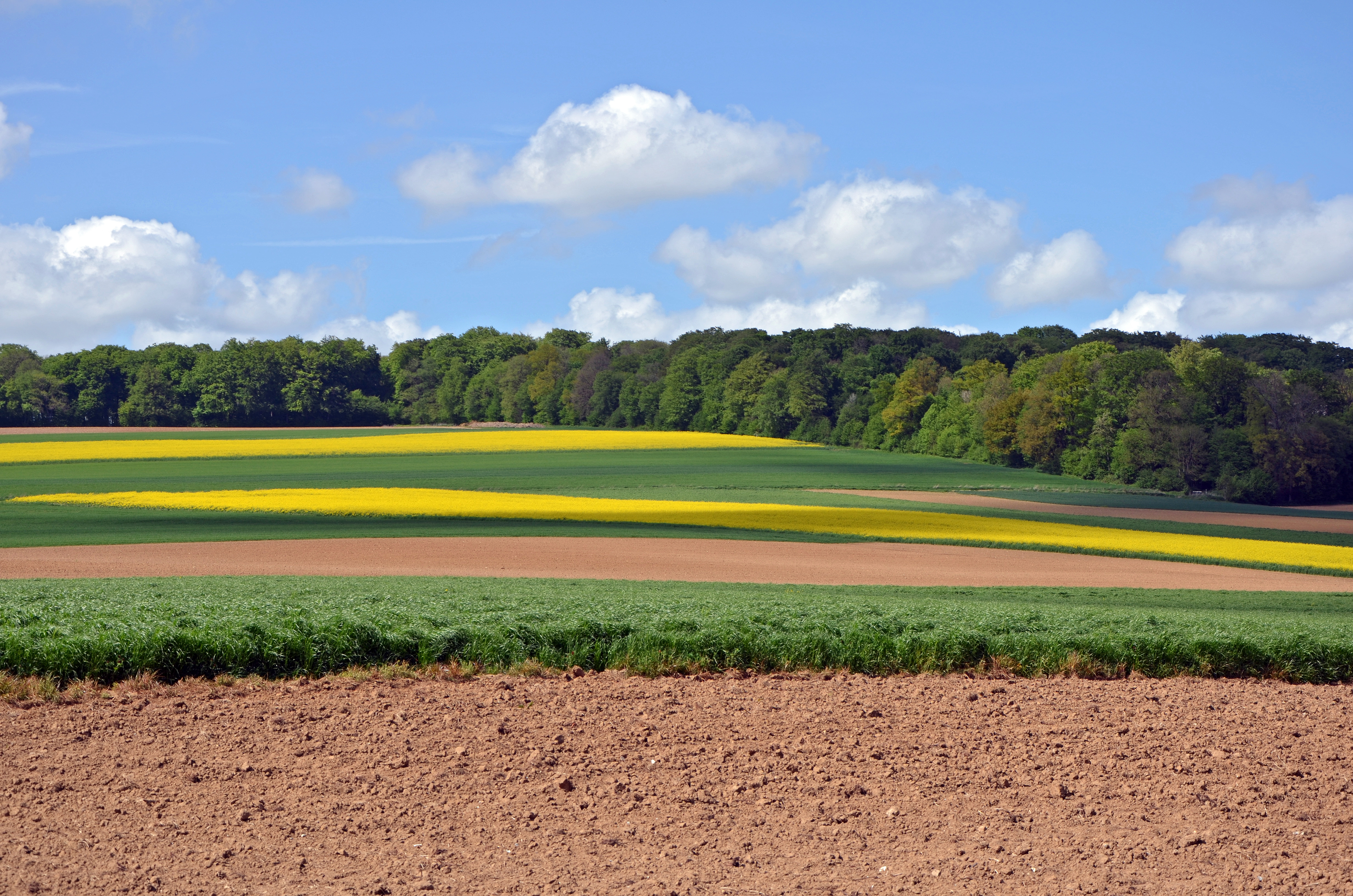
杜朗附近的一处田野

杜朗位于法国北部，上法兰西大区中西部和索姆省北部，距离省会亚眠大约30公里。与杜朗接壤的市镇包括：奥科什、讷维莱特、布克迈松、格鲁什-吕许埃勒、埃姆-阿尔丹瓦勒、热赞库尔、昂普利耶、博瓦尔和泰拉梅尼勒。

### 地形
杜朗位于皮卡第北部，境内以平原和浅丘为主，市镇中心地势较为平坦，部分区域略有起伏，全境海拔在52到152米之间。

### 水文
杜朗位于欧蒂河流域范围内，该河独立注入加来海峡，其右岸支流格鲁什河在杜朗与之交汇。

### 植被
杜朗属于温带阔叶混交林区，林地广泛分布于河流附近以及市区南部的城塞遗址公园内。
在鲜花城市的评比中，杜朗被评为3星级鲜花城市。

### 气候
杜朗在柯本气候分类法中属于温带海洋性气候。
距离杜朗最近的常年气象站位于贝尔纳维尔境内，以下为该气象站的数据（其中日照数据取自阿布维尔）：
| 贝尔纳维尔 1981年－2019年 | 贝尔纳维尔 1981年－2019年 | 贝尔纳维尔 1981年－2019年 | 贝尔纳维尔 1981年－2019年 | 贝尔纳维尔 1981年－2019年 | 贝尔纳维尔 1981年－2019年 | 贝尔纳维尔 1981年－2019年 | 贝尔纳维尔 1981年－2019年 | 贝尔纳维尔 1981年－2019年 | 贝尔纳维尔 1981年－2019年 | 贝尔纳维尔 1981年－2019年 | 贝尔纳维尔 1981年－2019年 | 贝尔纳维尔 1981年－2019年 | 贝尔纳维尔 1981年－2019年 |
| 月份                      | 1月                       | 2月                       | 3月                       | 4月                       | 5月                       | 6月                       | 7月                       | 8月                       | 9月                       | 10月                      | 11月                      | 12月                      | 全年                      |
| ------------------------- | ------------------------- | ------------------------- | ------------------------- | ------------------------- | ------------------------- | ------------------------- | ------------------------- | ------------------------- | ------------------------- | ------------------------- | ------------------------- | ------------------------- | ------------------------- |
| 历史最高温 °C（°F）       | 15 (59)                   | 17.1 (62.8)               | 21.4 (70.5)               | 24.9 (76.8)               | 28.7 (83.7)               | 33.9 (93.0)               | 35.3 (95.5)               | 37.2 (99.0)               | 30.8 (87.4)               | 28.9 (84.0)               | 19.5 (67.1)               | 15.7 (60.3)               | 37.2 (99.0)               |
| 平均高温 °C（°F）         | 5.9 (42.6)                | 7.1 (44.8)                | 10.3 (50.5)               | 13.2 (55.8)               | 17.4 (63.3)               | 19.7 (67.5)               | 22.1 (71.8)               | 22.6 (72.7)               | 19 (66)                   | 14.6 (58.3)               | 9.3 (48.7)                | 5.8 (42.4)                | 13.9 (57.0)               |
| 日均气温 °C（°F）         | 3.6 (38.5)                | 4.3 (39.7)                | 6.8 (44.2)                | 8.9 (48.0)                | 12.8 (55.0)               | 15.1 (59.2)               | 17.4 (63.3)               | 17.7 (63.9)               | 14.7 (58.5)               | 11.1 (52.0)               | 6.7 (44.1)                | 3.6 (38.5)                | 10.2 (50.4)               |
| 平均低温 °C（°F）         | 1.2 (34.2)                | 1.5 (34.7)                | 3.4 (38.1)                | 4.6 (40.3)                | 8.2 (46.8)                | 10.5 (50.9)               | 12.6 (54.7)               | 12.8 (55.0)               | 10.4 (50.7)               | 7.7 (45.9)                | 4 (39)                    | 1.4 (34.5)                | 6.5 (43.7)                |
| 历史最低温 °C（°F）       | −13.2 (8.2)               | −13.5 (7.7)               | −11.3 (11.7)              | −4.1 (24.6)               | −0.7 (30.7)               | 1.4 (34.5)                | 5.2 (41.4)                | 5 (41)                    | 2 (36)                    | −4.5 (23.9)               | −8 (18)                   | −13 (9)                   | −13.5 (7.7)               |
| 平均降水量 mm（）         | 71.8 (2.83)               | 68.9 (2.71)               | 69.8 (2.75)               | 61.2 (2.41)               | 59 (2.3)                  | 57.8 (2.28)               | 73.2 (2.88)               | 72.3 (2.85)               | 65.1 (2.56)               | 80.7 (3.18)               | 89 (3.5)                  | 95.6 (3.76)               | 864.4 (34.03)             |
| 月均日照時數              | 70.6                      | 78.5                      | 125                       | 172.2                     | 195.5                     | 209.3                     | 216.9                     | 209.2                     | 158.8                     | 117.4                     | 69.8                      | 56.6                      | 1,679.8                   |
| 来源：infoclimat.fr       |                           |                           |                           |                           |                           |                           |                           |                           |                           |                           |                           |                           |                           |

## 行政区划
杜朗的市镇编号为80253，邮政编号为80600。
在行政管理方面，杜朗隶属于法国上法兰西大区索姆省亚眠区；在地方选举方面，杜朗是杜朗县的中央投票站所在地，其市镇范围全境被划入索姆省第四选区；在社会管理方面，杜朗是北皮卡第地区市镇公共社区的办公驻地。
截至2023年5月，杜朗市镇范围内暂无任何城市敏感街区及城市政策优先街区。
法国国家统计与经济研究所（简称）在进行数据统计时，将杜朗及相邻的另外1个市镇设为杜朗城市核心区（Unité urbaine de Doullens）以及杜朗城市区（Aire urbaine de Doullens）。自2020年起，杜朗城市区被撤销，杜朗被划入包含369个市镇的亚眠城市辐射区。此外，还将杜朗市镇分为了3个“块区”（IRIS），以便于统计人口分布情况。

## 交通

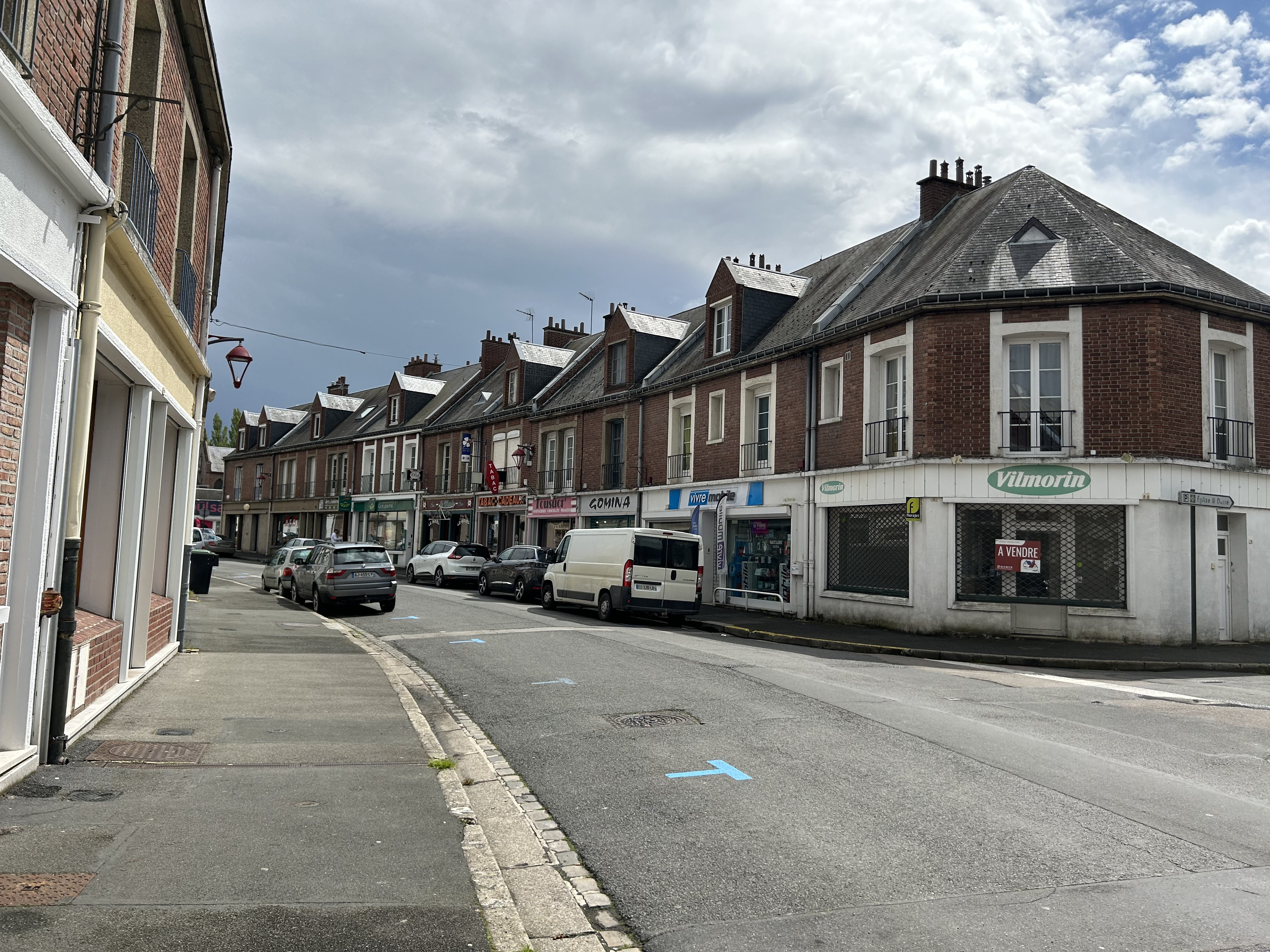
莱布什里街

### 公路
法国国道N25线和索姆省省道D5线、D49线、D916线、D925线和D938线在杜朗境内交汇。上法兰西大区下属的城际客运提供巴士线路，可前往亚眠。
| 15 | 44 |

| 20 | 32 |

| 亚眠 | 30 |

| 阿拉斯 | 36 |

| 阿布维尔 | 41 |

| 阿尔贝 | 31 |

| 泰努瓦斯河畔圣波勒 | 28 |

| 弗雷旺 | 16 |

2019年，63.7%的杜朗家庭拥有至少一辆私人汽车。2018年，杜朗境内共发生各类交通事故3起，造成3人受伤，其中2人重伤。

### 铁路
杜朗位于亚眠—弗雷旺铁路上，该铁路杜朗附近的路段已废弃。
杜朗距离亚眠站、阿尔贝站、阿拉斯站和泰努瓦斯河畔圣波勒站的公路里程均在30公里左右。

### 航空
距离杜朗最近的民用航空站为88公里外的里尔机场。

### 城市公共交通
截至2023年5月，杜朗暂无城市公共交通系统。

## 政治

### 市政内阁

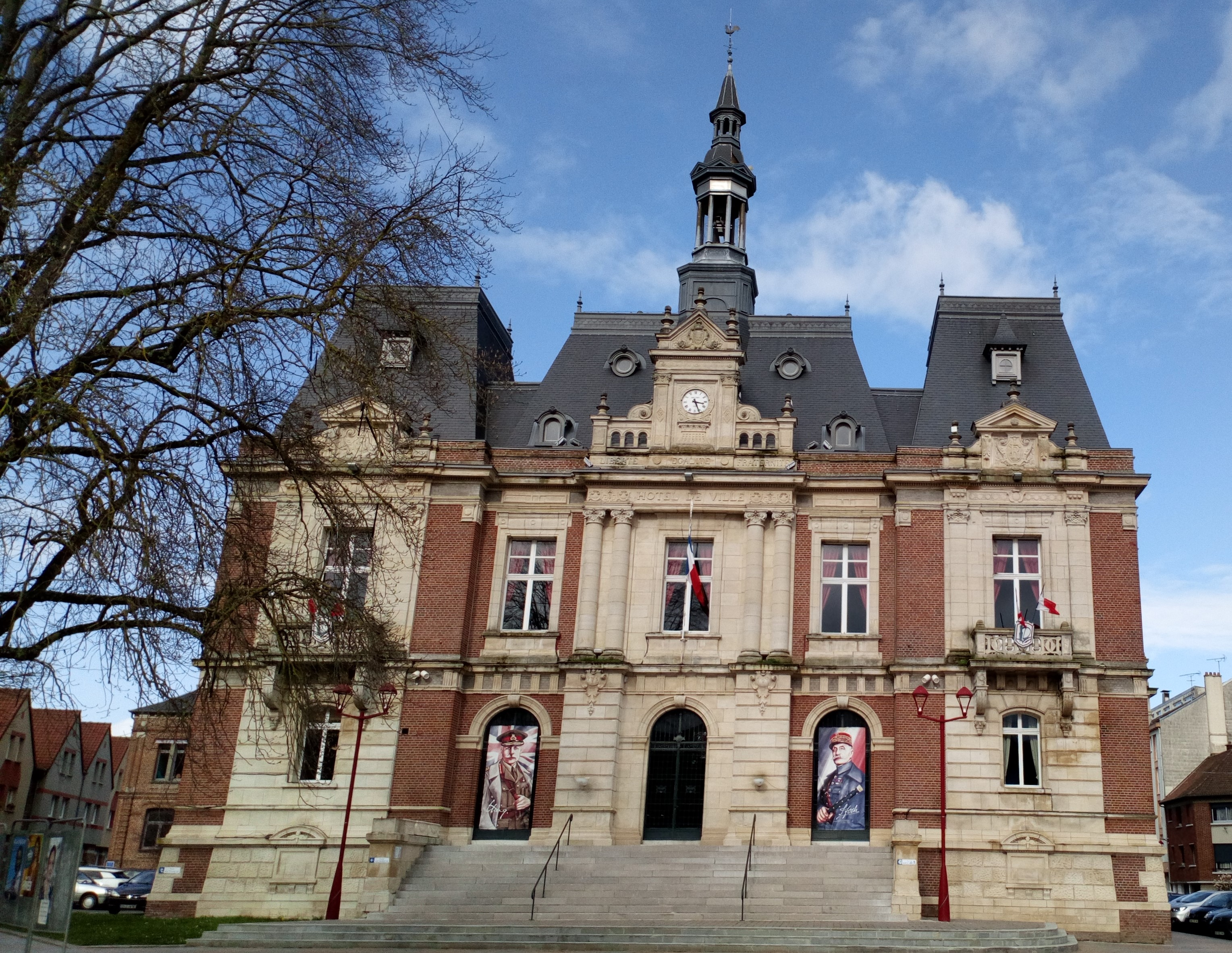
杜朗市政厅

杜朗的现任市长为克丽斯泰勒·伊韦尔女士（Christelle HIVER），她是一名右翼无党派人士，在2020年的市政选举中获得了47.20%的支持率。
| 杜朗历届市长   | 杜朗历届市长                            | 杜朗历届市长                                 |
| 任期           | 市长                                    | 党派                                         |
| -------------- | --------------------------------------- | -------------------------------------------- |
| 1945年－1967年 | Kléber MOPTY 克莱贝·莫普蒂              | RAD激进党                                    |
| 1967年－1996年 | Jacques MOSSION 雅克·莫雄               | UDF法国民主联盟 →CDS社会民主中心             |
| 1996年－2001年 | Jean-Michel THIÉVET 让-米歇尔·蒂耶韦    | RPR保衛共和聯盟                              |
| 2001年－2020年 | Christian VLAEMINCK 克里斯蒂安·弗拉曼克 | DVD右翼无党派人士 →UDI民主人士和独立人士联盟 |
| 2020年－       | Christelle HIVER 克丽斯泰勒·伊韦尔      | DVC混杂中间派 →DVD右翼无党派人士             |

### 各级选举
| 杜朗历届投票选举结果 | 杜朗历届投票选举结果 | 杜朗历届投票选举结果 | 杜朗历届投票选举结果 | 杜朗历届投票选举结果        | 杜朗历届投票选举结果 | 杜朗历届投票选举结果 | 杜朗历届投票选举结果        | 杜朗历届投票选举结果 | 杜朗历届投票选举结果 |
| 选举项目             | 选举范围             | 选区单位             | 选区单位内的选举结果 | 选区单位内的选举结果        | 选区单位内的选举结果 | 选区单位内的选举结果 | 选区单位内的选举结果        | 选区单位内的选举结果 | 参考资料             |
| 选举项目             | 选举范围             | 选区单位             | 第一轮胜出者         | 第一轮胜出者                | 支持率               | 第二轮胜出者         | 第二轮胜出者                | 支持率               | 参考资料             |
| -------------------- | -------------------- | -------------------- | -------------------- | --------------------------- | -------------------- | -------------------- | --------------------------- | -------------------- | -------------------- |
| 2017年法國總統選舉   | 法國                 | 市镇                 |                      | 玛丽娜·勒庞                 | 35.15%               |                      | 埃马纽埃尔·马克龙           | 51.68%               | [ 26 ]               |
| 2017年法国立法选举   | 索姆省第四选区       | 市镇                 |                      | 让-克洛德·勒克拉巴尔        | 29.29%               |                      | 让-克洛德·勒克拉巴尔        | 56.86%               | [ 26 ]               |
| 2019年欧洲议会选举   | 法國                 | 市镇                 |                      | 若尔丹·巴尔代拉             | 37.25%               | （不适用）           | （不适用）                  | （不适用）           | [ 28 ]               |
| 2021年法国省级选举   | 索姆省               | 县                   |                      | 克丽斯泰勒·伊韦尔 洛朗·索蒙 | 58.49%               |                      | 克丽斯泰勒·伊韦尔 洛朗·索蒙 | 73.03%               | [ 29 ]               |
| 2021年法国省级选举   | 索姆省               | 市镇                 |                      | 克丽斯泰勒·伊韦尔 洛朗·索蒙 | 58.93%               |                      | 克丽斯泰勒·伊韦尔 洛朗·索蒙 | 74.04%               | [ 29 ]               |
| 2021年法国大区选举   | 上法蘭西大區         | 市镇                 |                      | 格扎维埃·贝特朗             | 48.09%               |                      | 格扎维埃·贝特朗             | 59.67%               | [ 30 ]               |
| 2022年法国总统选举   | 法國                 | 市镇                 |                      | 玛丽娜·勒庞                 | 36.7%                |                      | 玛丽娜·勒庞                 | 54.76%               | [ 26 ]               |
| 2022年法国立法选举   | 索姆省第四选区       | 市镇                 |                      | 让-菲利普·唐吉              | 34.89%               |                      | 让-菲利普·唐吉              | 54.43%               | [ 26 ]               |

## 人口
2019年，杜朗市镇人口数量为5,890，在法国排名第1,862位。其中男性2,814人，女性3,076人，75岁及以上人口占10.8%，外籍人口数量为189人，人口密度为176人/平方公里，当地居民被称为（男性）或（女性）。2020年，杜朗境内出生54人，死亡人口116人。
| 杜朗1901年－2020年人口变化情况 |
|                                |
| 数据来源：Cassini、INSEE       |

## 经济
杜朗是一个区域性的中心城市。截止2023年5月，杜朗市镇范围内共有各类用人单位（包含自雇）764家，平均历史为17年，其中97.14%为中小型企业（PME），2023年3月至5月间，当地的经济活力指数为0。（保健药品生产）、（化工）及（大型零售）是当地2021年营业额最高的三个企业，分别为111,239,592欧元、31,418,790欧元和22,941,550欧元。

## 财政与居民收入
2021年，杜朗的财政收入总额为7,230,640欧元，财政支出总额为6,892,090欧元，当年的债务总额为2,836,870欧元。2021年，杜朗市镇通过增值税获得256,260欧元的收入，此外当地还共获得了299,430欧元的国家直接财政补助。
2020年，杜朗的人均月收入总额为1,955欧元，其中高级职员为3,085欧元，低于法国平均水平（4,230欧元）；中级职员为2,307欧元，低于法国平均水平（2,411欧元）；普通职员为1,597欧元，亦低于法国平均水平（1,740欧元）。
2019年，杜朗境内的贫困率为24%，青壮年（15至64岁）失业率为24.8%；当地33.0%的家庭拥有纳税资格，平均纳税2,258欧元，低于法国平均水平（3,910欧元）。

## 社会事务

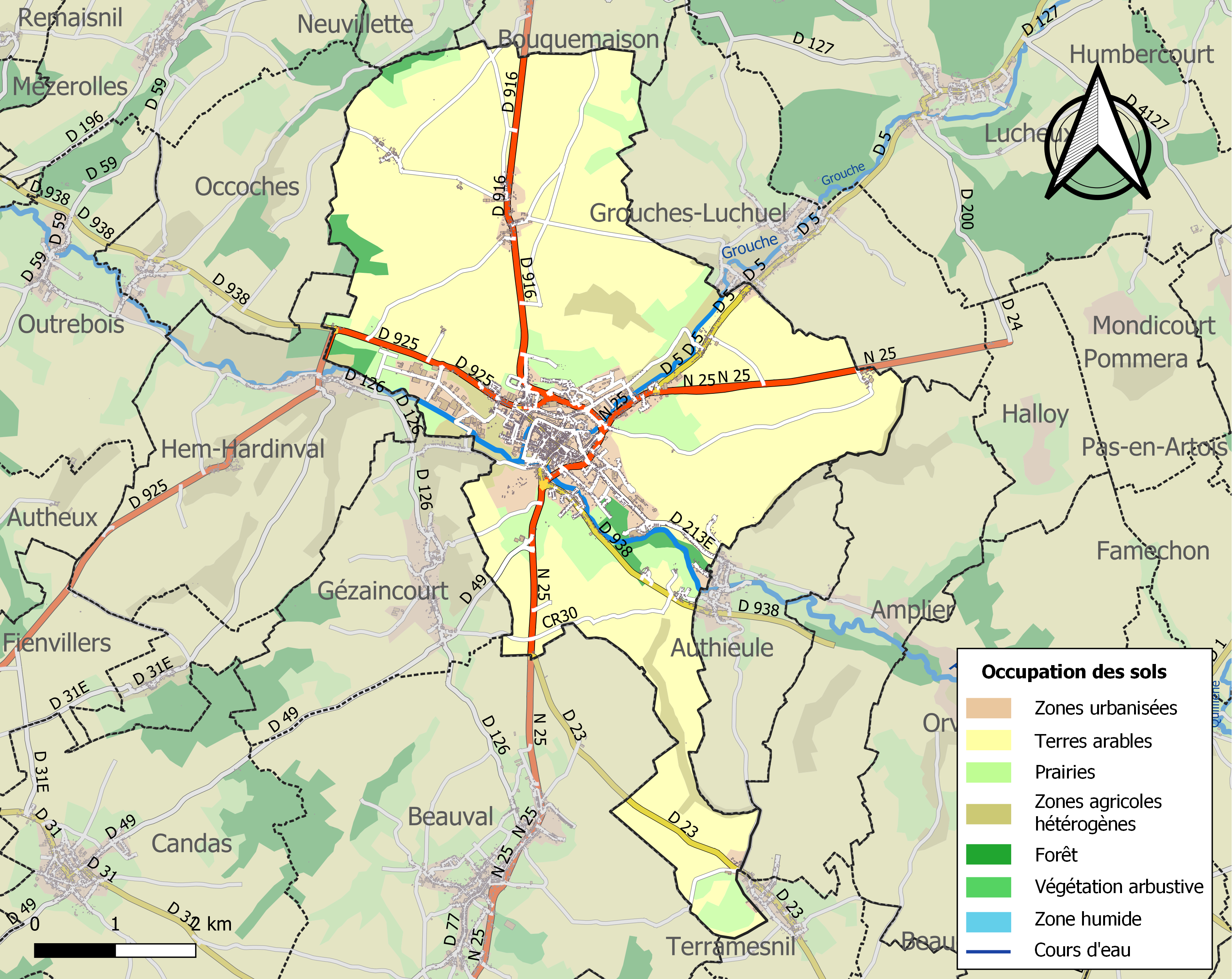
杜朗土地利用情况地图

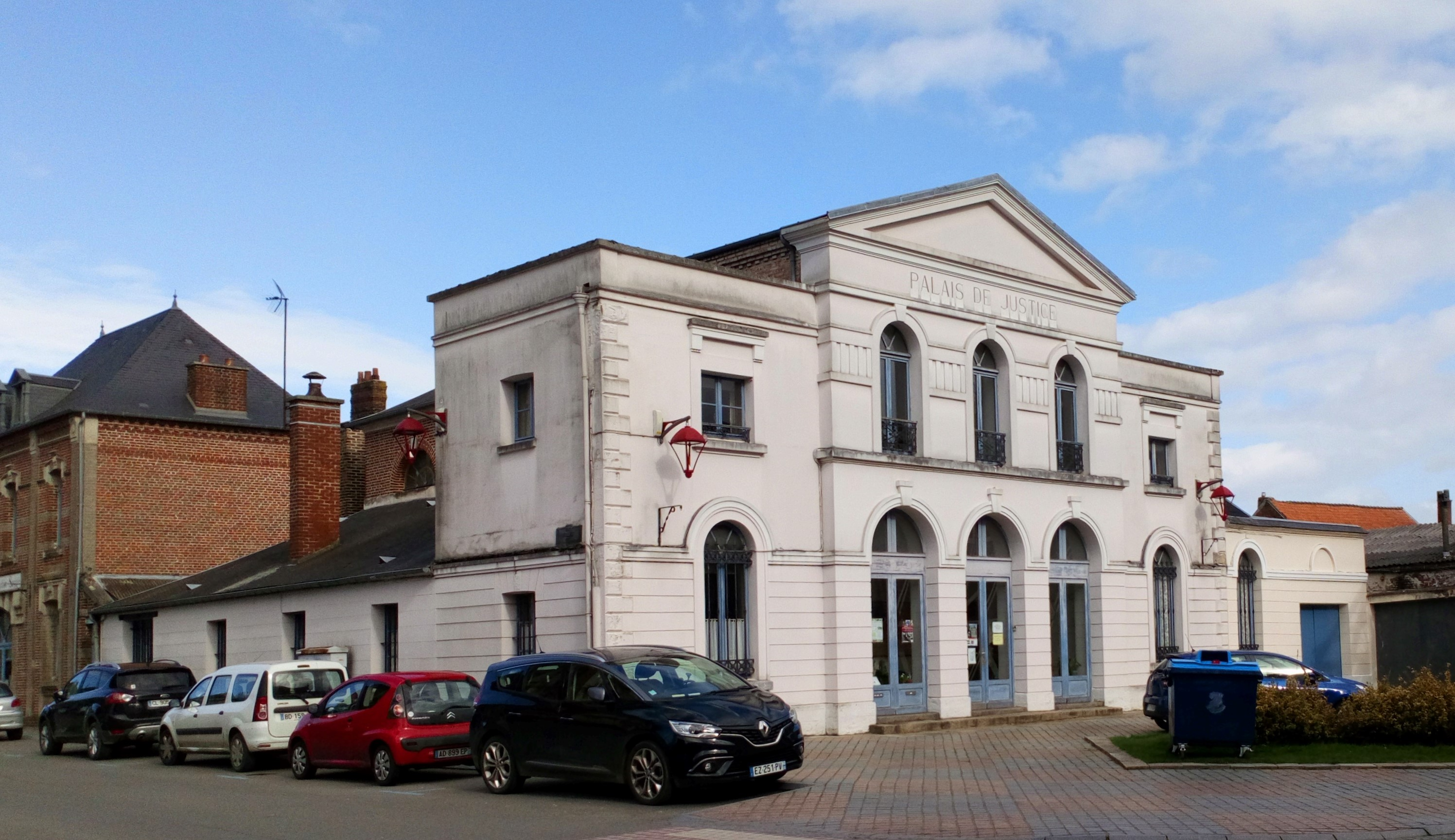
审判宫

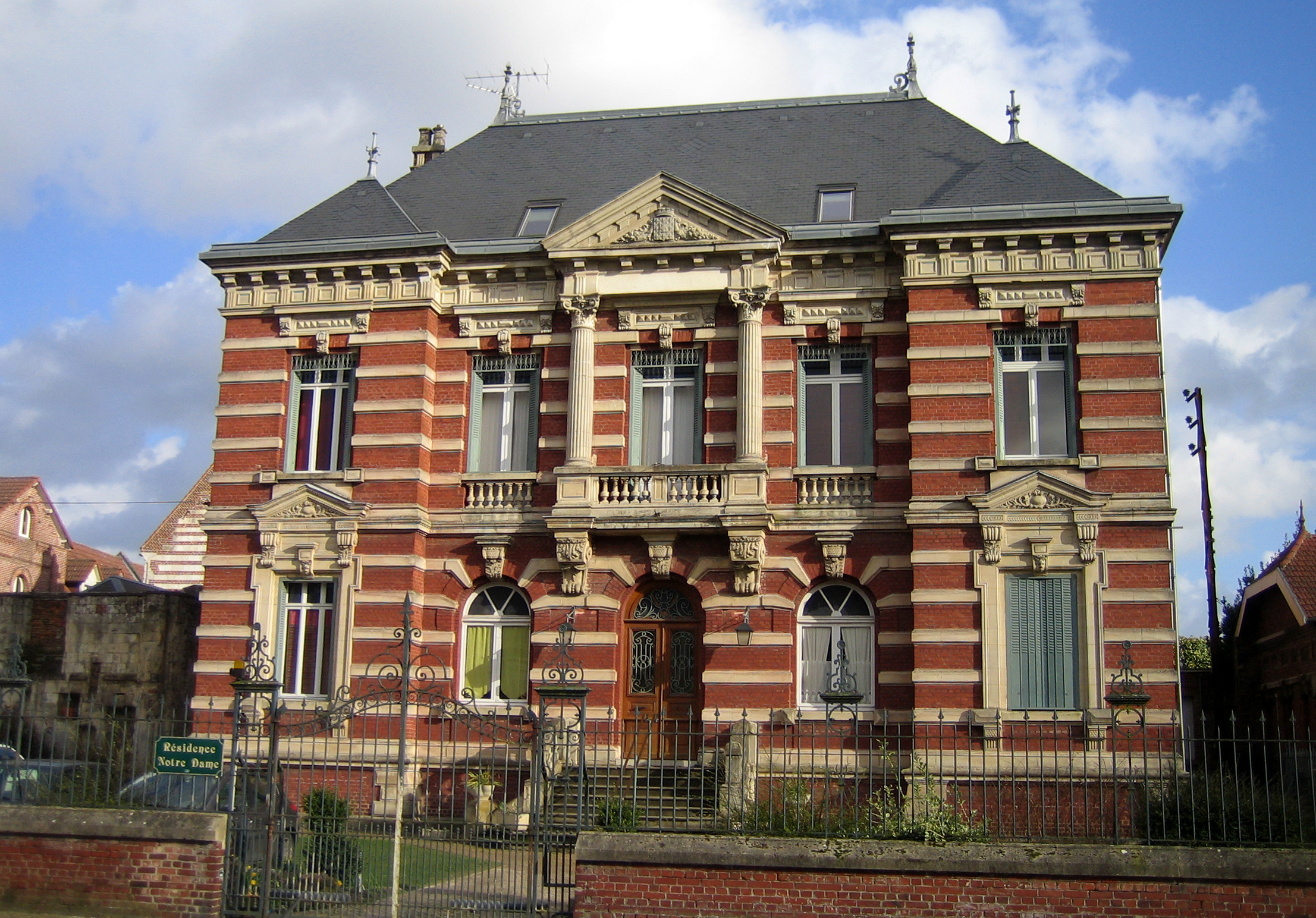
一幢传统民居

### 教育
杜朗属于亚眠学区。截止2021年1月1日，杜朗境内共有2所幼儿园、2所小学、2所初级中学和2所普通高中。2021至2022学年度，杜朗境内共有在校中等教育阶段学生1,752名。

### 医疗
截止2021年1月1日，杜朗境内共有全科医生8名、保健师8名、牙医2名、护士16名、皮肤科医生1名和助产士1名。境内共有药房3家、养老院1家、残疾人帮扶中心4家。
杜朗中心医院（Centre Hospitalier de Doullens）是法国的一个区域性医疗机构，其主病区位于杜朗市区，设有床位345个，是当地规模最大的公立综合性医院。

### 住房
2019年，杜朗境内共有各类住房3,048套，其中67.9%为独立式居民区，31.9%为集中式居民区。常住房屋占杜朗市镇范围内居民建筑总量的86.6%。
在住房保障政策方面，2021年，杜朗境内共有997户家庭获得了住房经济补助，受益人数占总人口数量的16.9%，其中971份为房租补助。

### 商业
2021年，杜朗境内共有各类实体商铺146家，其中餐厅13家、大型超市7家、杂货店2家、面包房4家、肉铺2家、书店1家、装饰品店2家、银行门店7家、美容美发店14家、汽车维修店17家。镇中心建有E.Leclerc超市；市区北部则建有开放式商业街区，有Intermarché、Lidl、Action等商场。

### 体育
2021年，杜朗境内共有1家游泳池、2间体育馆、1座综合体育场、4处网球场、2处足球或橄榄球场以及1处篮球或排球场。
截至2023年5月，杜朗境内共有两家注册足球俱乐部。杜朗竞技俱乐部（RC Doullens Football，编号500299）是当地的代表性足球队，该俱乐部成立于1919年，其主队2022至2023赛季参加索姆省足球联赛甲组（法国第九级别），其主场为雅克·莫雄球场（Stade Jacques Mossion）。

### 环境
杜朗的环境事务由其所属的北皮卡第地区市镇公共社区联合各级政府协调负责。2021年，杜朗境内共有1家污染企业。

### 治安
2021年，杜朗市镇范围内有1处宪兵队。
杜朗及其附近的共135个市镇是亚眠国家宪兵队的管辖范围。2020年，该宪兵队累计记录各类案件2,281起，其中盗窃类案件1,034起，经济类案件342起，毒品交易类案件125起。

## 文化
2021年，杜朗境内共有1家电影院和1家博物馆。杜朗市政图书馆（Bibliothèque Municipale de Doullens）建于1999年，每周二至六向公众开放。

### 建筑
杜朗境内有多处历史建筑，其中杜朗城塞、旧圣伯多禄教堂等为法国国家文物保护单位，镇中心的圣母教堂（Église Notre-Dame de Doullens）及市政厅则是当地的地标性建筑物。

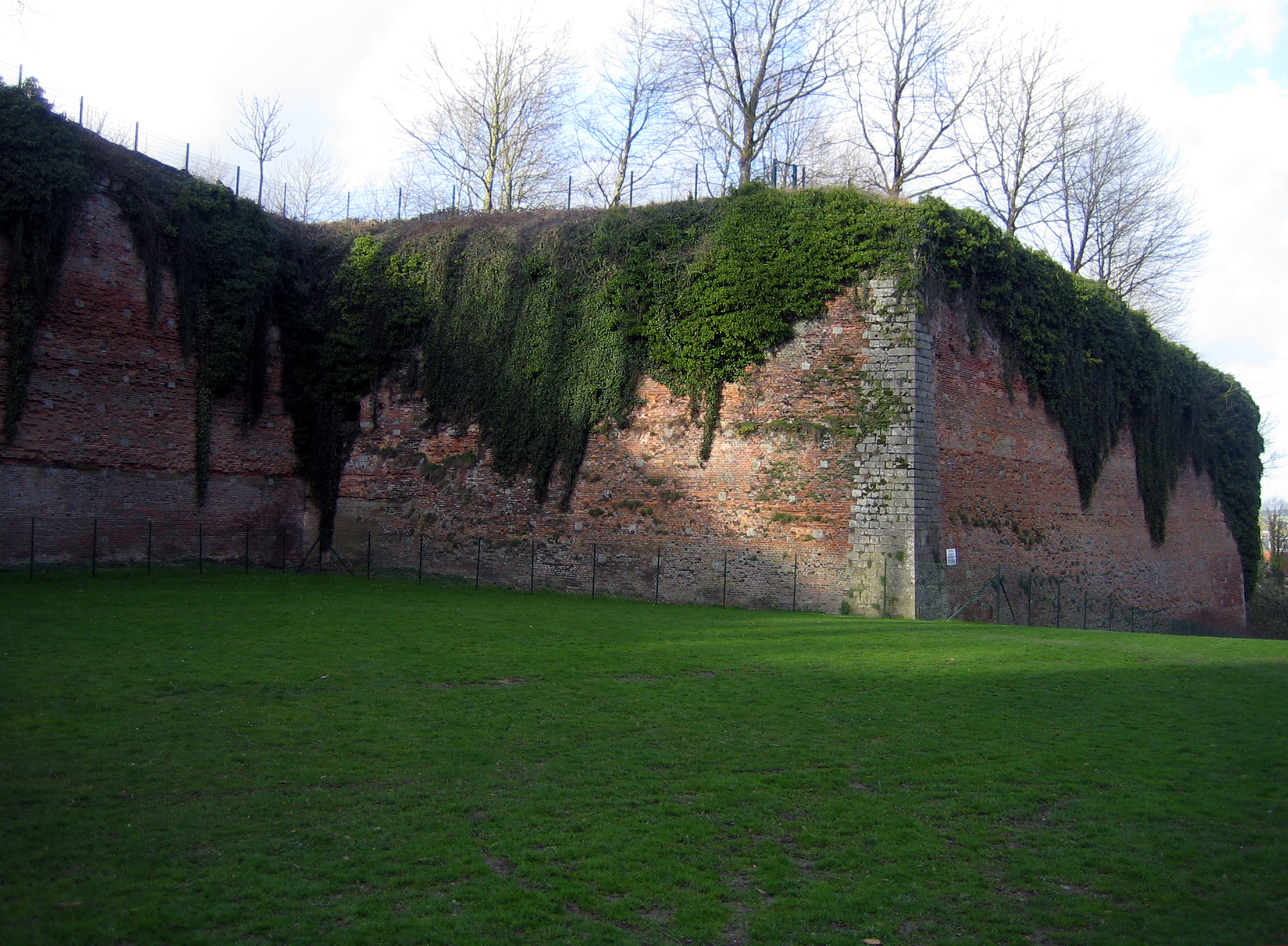
杜朗城塞（法语：Citadelle de Doullens）
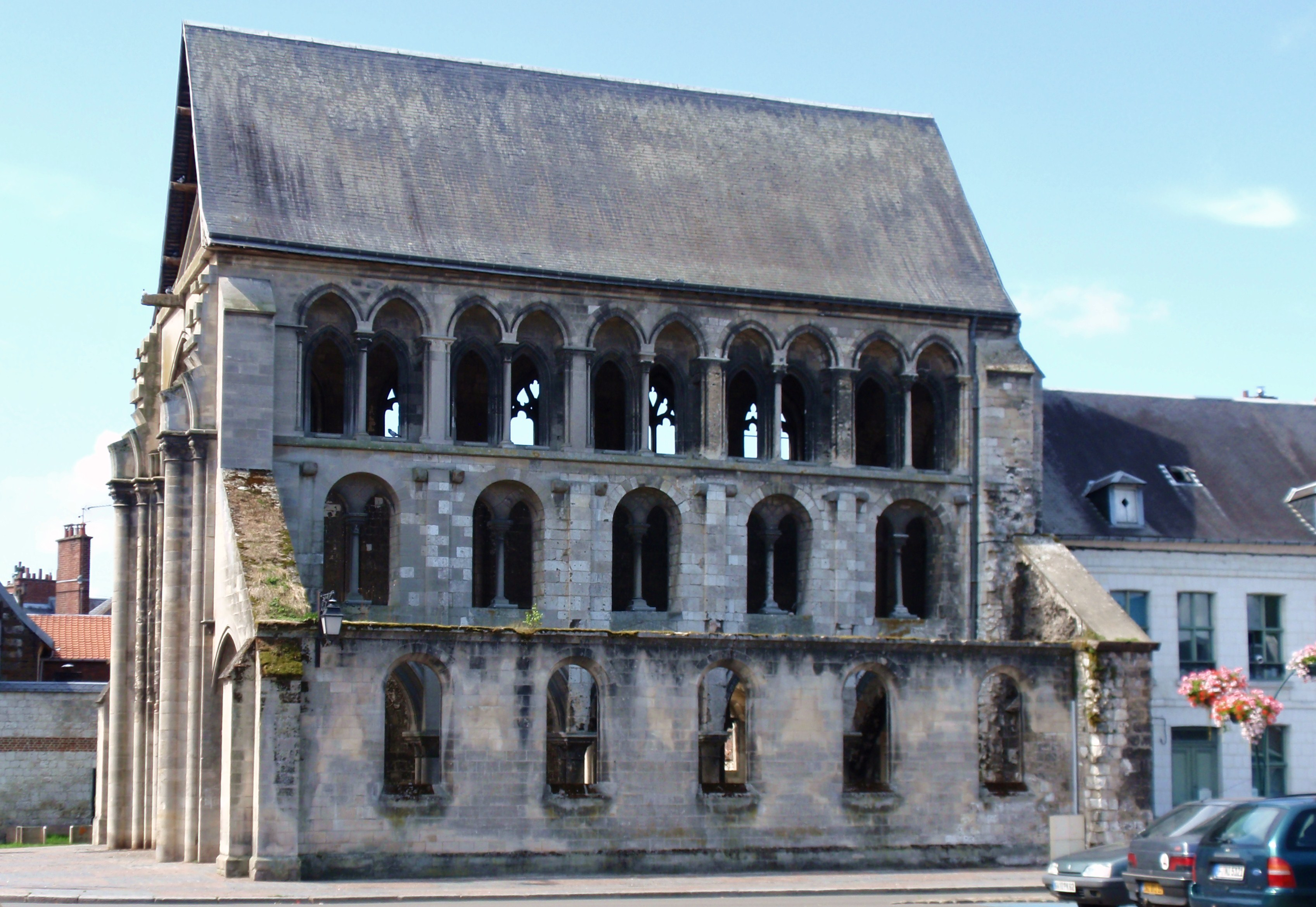
旧圣伯多禄教堂（法语：Ancienne église Saint-Pierre de Doullens）
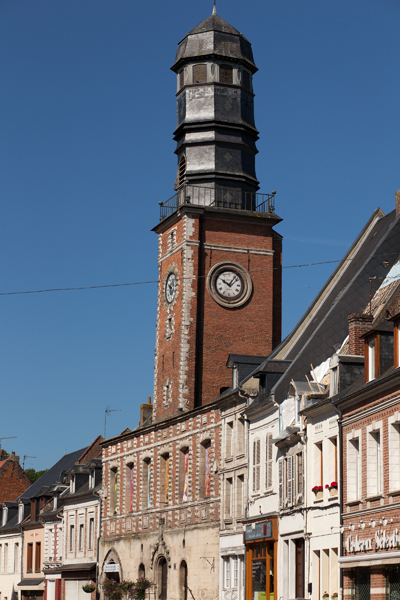
钟楼
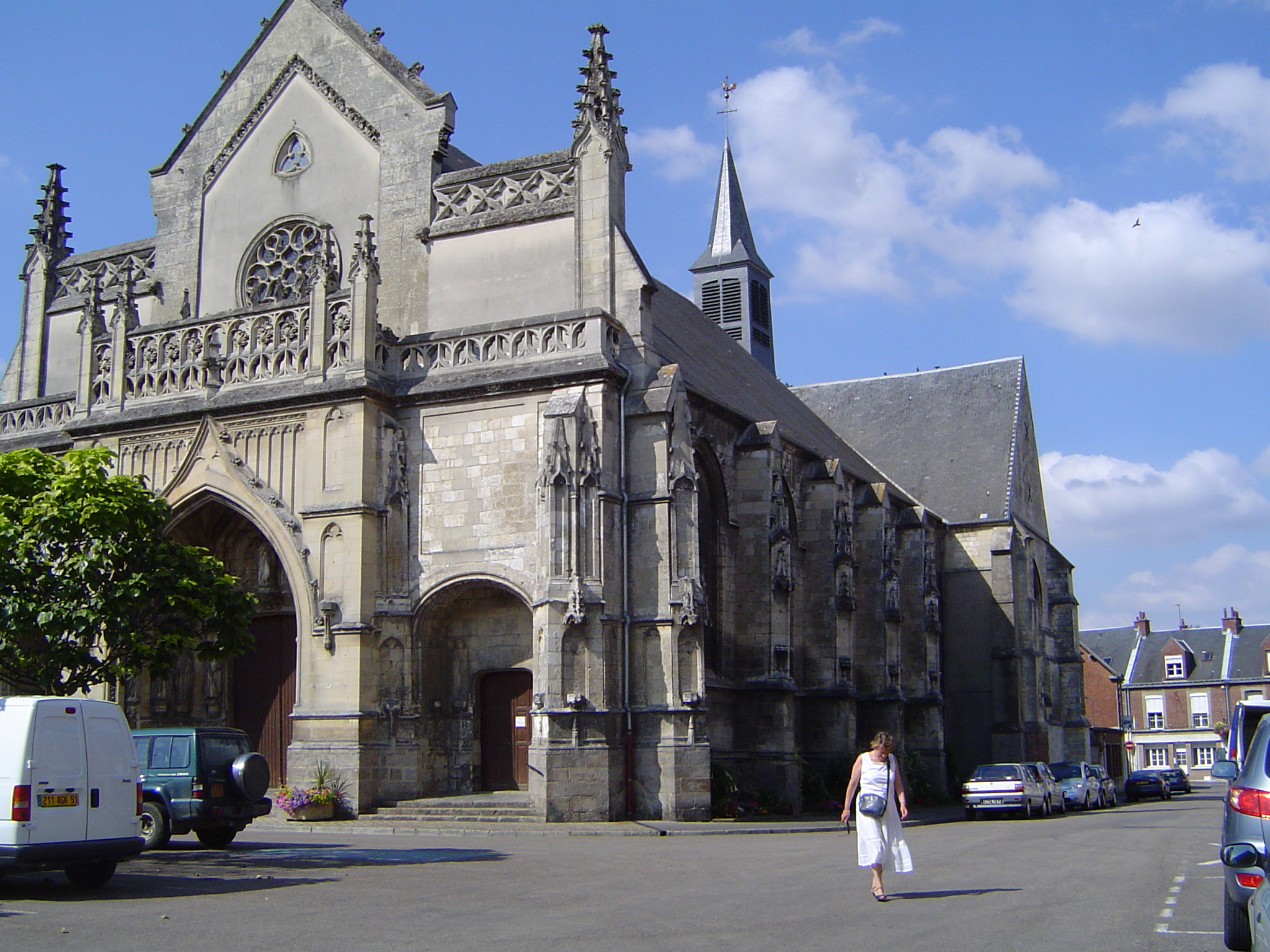
圣母教堂
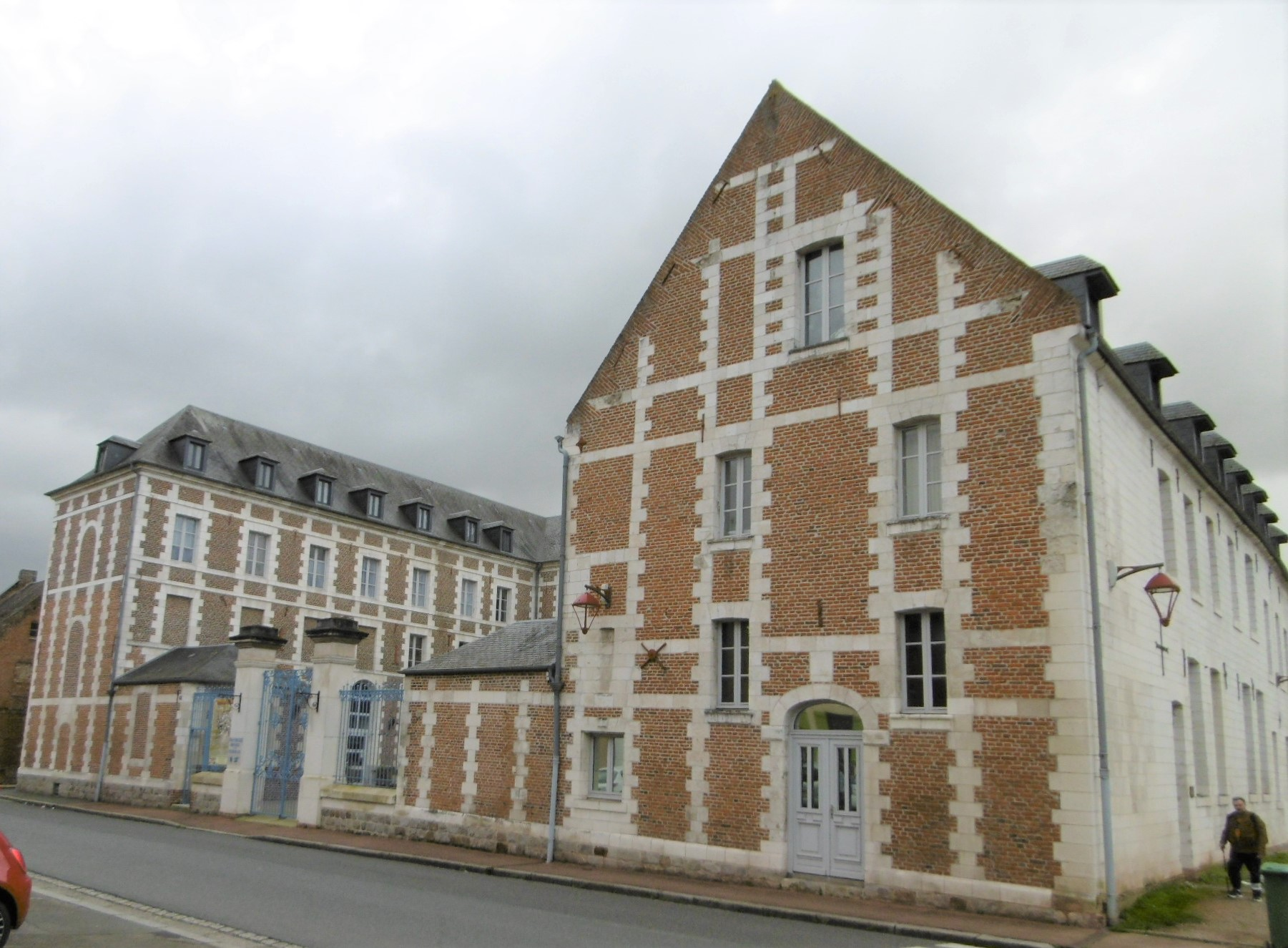
市政图书馆
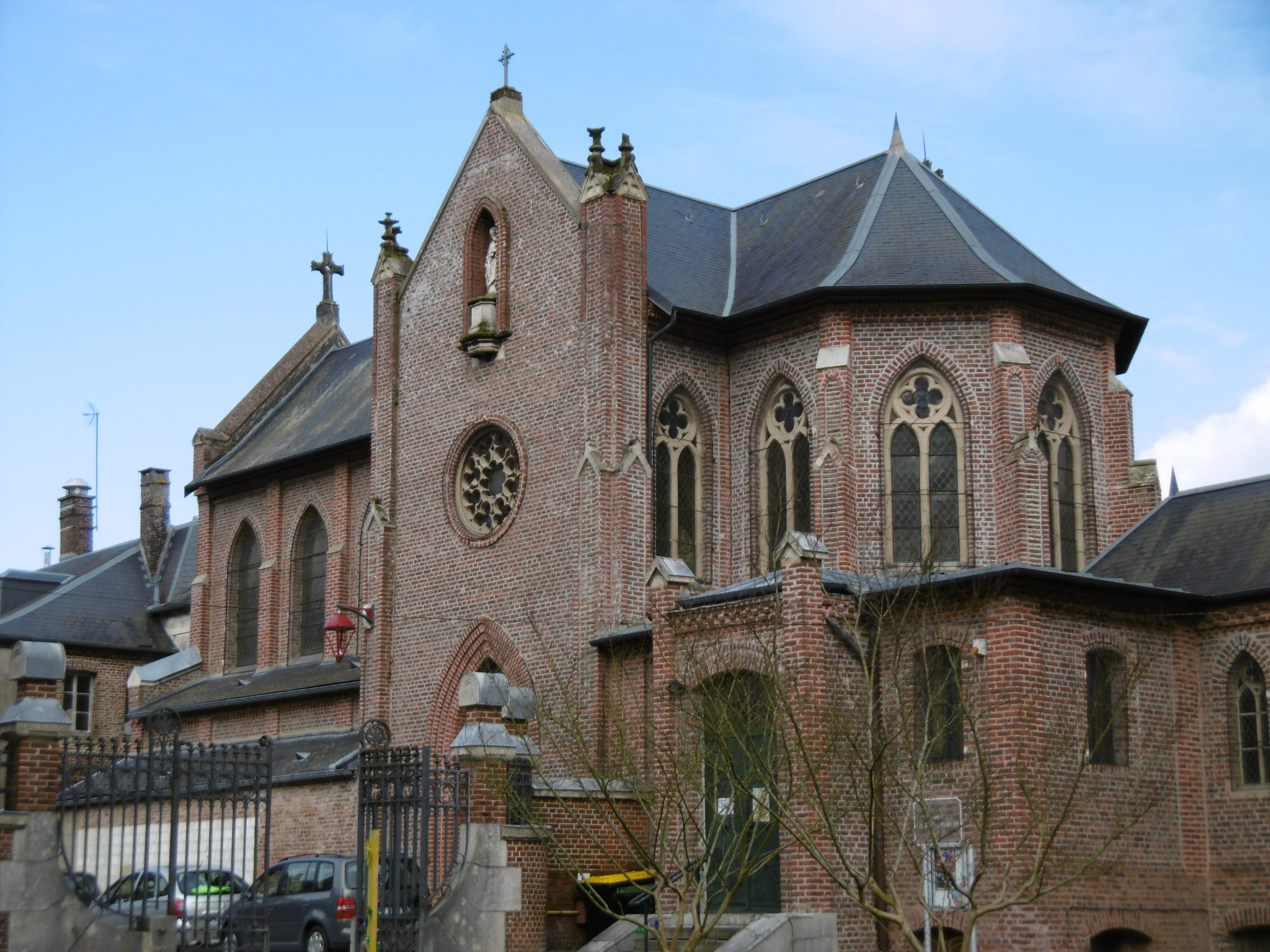
隆巴尔博物馆（法语：Musée Lombart）
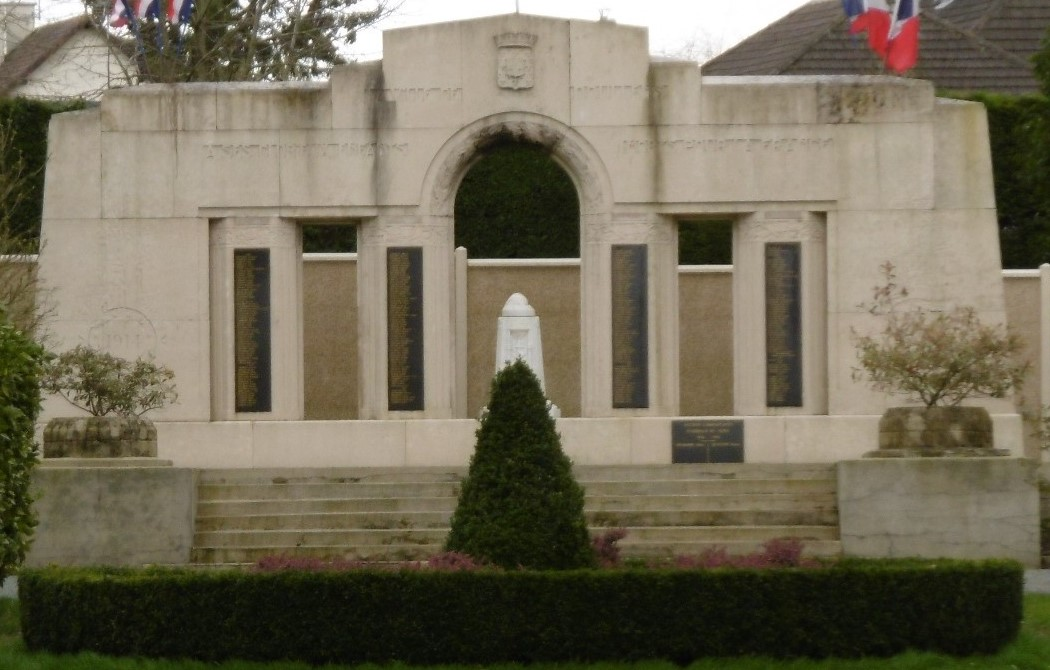
烈士纪念碑

### 旅游
杜朗的旅游事务由其所属的北皮卡第地区市镇公共社区负责。2022年，杜朗境内共有1家酒店共计10间房间。

### 媒体
法国主要的媒体均可在杜朗接收，法国电视三台下属的上法兰西大区频道在部分时段播出杜朗所在索姆省的地方新闻。《皮卡第邮报》、《法基尔报》、蓝色法兰西皮卡第广播等为当地主要的地方性媒体。

## 相关人物
英国作家J·R·R·托尔金在参与索姆河战役期间曾居住于杜朗。

## 友好城市
截至2023年5月，杜朗共与一座城市互为友好城市关系：
- 德国 穆赫